# Josef Vokálek
Josef Vokálek (3. ledna 1887 Čakovice  – 30. června 1969 Sedlec-Prčice), byl český malíř a pedagog.

## Život
Josef Vokálek se narodil v rodině zámečníka Josefa Vokálka ve Velkých Čakovicích. Od dětství se u něho projevovalo výtvarné nadání, které jej přimělo věnovat se malířství. Absolvoval první českou reálku v Resslově ulici v Praze. Následně studoval na pražské Akademii výtvarných umění, kterou však nedokončil a odjel studovat do Paříže. Dal se zde zapsat na École des Beaux Arts, kde se mu podařilo získat studijní stipendium pro občana c. k. mocnářství. Studoval u profesora Henri Martina u něhož se seznámil s technikou malby pastelem. Tato malířská technika se pak stala jeho nejmilejší.
V roce 1914 se vrátil zpět do Prahy a pokračoval ve studiu na malířské akademii u profesora K. Krattnera figurální malbu. Zde se seznámil s malířem Václavem Rabasem. Koncem července 1914 byla vyhlášena mobilizace a Josef Vokálek se narychlo oženil s Annou Vanišovou, rodačkou ze Sedlce. Záhy odjel k pluku císařských myslivců do Brixenu. Pluk byl však následně převelen na ruskou frontu, kde byl Josef zraněn. Po návratu z války působil jako profesor kreslení na střední škole v Praze a Nymburce. V této době se definitivně odklonil od figurální tvorby a zaměřil se na krajinu, maloval převážně Polabí.
Od roku 1925 navštěvoval pravidelně Český Merán, kde pobýval ve mlýně mezi Uhřicemi a Jetřichovicemi. Od té doby zde trávil letní měsíce, v důchodu pak i podzim a jaro. Věnoval se převážně malbě pastelem.
Od roku 1934 byl člen Spolku výtvarných umělců Myslbek.

## Výstavy

### Samostatné
- 1927 Poděbrady
- 1934 Praha
- 1946 Praha – Rubešova galerie

### Kolektivní
- 1951 Praha Výtvarná úroda[3] – Jízdárna Pražského hradu
- 1952 členská výstava Svazu československých výtvarných umělců
- 1954 členská výstava Svazu československých výtvarných umělců